# Leucospis signifera
Leucospis signifera är en stekelart som beskrevs av Boucek 1974. Leucospis signifera ingår i släktet Leucospis och familjen Leucospidae.
Artens utbredningsområde är Paraguay. Inga underarter finns listade i Catalogue of Life.